# انگیزه (ترانه)
«انگیزه» (انگلیسی: Motive) ترانه‌ای خواننده آمریکایی آریانا گرانده و رپر آمریکایی دوجا کت است. این ترانه در ۳۰ اکتبر ۲۰۲۰ توسط ریپابلیک رکوردز به عنوان سومین قطعه از ششمین آلبوم استودیویی گرانده موقعیت‌ها (۲۰۲۰) منتشر شد.